# Thomas Mamou
Pas d'image ? Cliquez ici

a Compétitions nationales et continentales officielles uniquement.

b Matchs officiels uniquement.
Dernière mise à jour le 25 octobre 2022.
Thomas Mamou, né le 2 décembre 1994 à Carcassonne, est un joueur international algérien de rugby à XV qui évolue au poste de pilier au sein de l'effectif du CA Lannemezan. Il mesure 1,78 m pour 110 kg.

## Biographie

### Carrière en club
Thomas Mamou, né le 2 décembre 1994 à Carcassonne, fait son apprentissage à l'école de rugby de l'US Carcassonne. Formé au poste de pilier gauche, il intègre le centre de formation du Stade montois en 2012. Alors qu'il évolue avec l'équipe espoir du club, il dispute son premier match professionnel, le 29 mars 2015 en Pro D2 contre le Biarritz Olympique, victoire des montois 23 à 15. Puis, il remporte le titre de champion de France espoirs « Élite 2 » au terme de la saison 2015-2016, en battant l'équipe d'Oyonnax, sur le terrain d'Ussel, sur le score de 15 à 12.
Pour la saison 2016-2017, alors qu'il fait l’objet de convoitises de la part de l’USA Limoges, il rejoint l'effectif du club girondin du Stade langonnais en Fédérale 1.
Lors de son passage au club il montre d'excellentes prédispositions en jouant seize matchs dont huit en tan que titulaire.
À l'intersaison 2017, il veut se rapprocher du pays basque, et décide de signé à Saint-Jean-de-Luz en Fédérale 1.
Après deux saisons passé à Saint-Jean-de-Luz, il fait un bref passage à l'Anglet ORC lors de la saison 2019-2020,.
En juillet 2020, il signe à l'Union Cognac St.J.Angély en National.
Puis après une année passé au FC Oloron, il signe au CA Lannemezan pour la saison 2022-2023 en National 2.

### Carrière internationale
Thomas Mamou a honoré sa première cape internationale en équipe d'Algérie le 20 décembre 2017 contre l'équipe de Tunisie lors du Tri-nations maghrébin au Stade municipal d'Oujda au Maroc. Victoire des algériens 36 à 13.
En juillet 2018, il est de nouveau appelé en sélection pour participer à la Rugby Africa Silver Cup (groupe nord) au stade Michel Coulon de Toulouse en France. Après une victoire 22 à 18 face au Sénégal le 8 juillet,, puis 23 à 13 face à la Côte-d'Ivoire le 14 juillet,, il est de nouveau victorieux  en final contre l'équipe de Zambie le 20 octobre 2018 à Mufulira en Zambie.
L'Algérie remporte la finale 31 à 0, ce qui lui permet d'accéder à la Rugby Africa Gold Cup l'année suivante.

## Statistiques en équipe nationale
- International algérien : 5 sélections depuis 2017.
- Sélections par année : 2 en 2017, 3 en 2018.

## Palmarès

### En club
- Avec le Stade montois :
- Champion de France espoirs « Élite 2 » en 2016.

### En sélection
- Champion d’Afrique Silver Cup 2018.